# Зімін Дмитро Борисович
Дми́тро Бори́сович Зімін (нар. 28 квітня 1933, Москва, Російська РФСР, СРСР — пом. 22 грудня 2021, Швейцарія) — російський підприємець, засновник та почесний президент компанії «Вимпел-Комунікації» (торгова марка — «Білайн»), вчений-радіотехнік, доктор технічних наук (1984). З 2000-х років — благодійник, засновник фонду «Династія», співзасновник премії «Просвітитель».

## Біографія
Дмитро Зімін народився 28 квітня 1933 року в Москві. За батьківською лінією — нащадок старообрядницького купецького роду Зіміних.
Закінчив московську середню школу № 59. Почавши у старших класах серйозно займатися радіотехнікою, разом із учителем фізики С. М. Алексеєвим написав невелику книгу «Шкільна УКХ-станція», яку пізніше було опубліковано.
У 1950 році вступив на факультет радіоелектроніки літальних апаратів Московського авіаційного інституту , який закінчив у 1957 році. Потім вступив на посаду інженера до Проблемної лабораторії, організованої при кафедрі професора Михайла Неймана.
У 1962 році був запрошений на роботу в одну із закритих науково-дослідних установ — Радіотехнічний інститут Академії наук СРСР, очолюваний академіком Олександром Мінцем. Понад тридцять п'ять років обіймав керівні посади в цьому інституті: був начальником лабораторії, потім чотирнадцять років — начальником наукового відділу, а пізніше — директором центру з розробки радіотехнічного обладнання.
Весною 1963 року захистив кандидатську дисертацію під керівництвом Льва Дерюгіна. У 1965 році у складі авторів книги «Скануючі антенні системи НВЧ» став лауреатом премії імені О. С. Попова Академії наук СРСР.
У 1984 році захистив докторську дисертацію.
Як дослідник фазованих антенних ґрат був призначений заступником головного конструктора наземної радіолокаційної станції "Дон-2Н", що входить до системи протиракетної оборони Центрального промислового району. У 1993 року у складі колективу розробників антен з урахуванням фазованих ґрат став лауреатом Державної премії Російської Федерації. За період науково-дослідної діяльності опублікував понад 100 наукових праць та винаходів.
З огляду на різке скорочення оборонних замовлень останні роки існування СРСР, у межах конверсійних програм 6 березня 1991 року зареєстрував з урахуванням Радіотехнічного інституту мале підприємство КБ «Імпульс». Першою розробкою фірми стала система супутникового телебачення, яка була запущена в серійне виробництво на Вільнюському заводі радіовимірювальних приладів (ВЗРІП) і продавалася в московському магазині «Ефір» на вулиці Тверській, але майже ніякого прибутку цей проект не приніс. Наступним проєктом була система кабельного телебачення АС-600, вона була запущена в серію і вже принесла невеликий дохід.
У 1991 році організував групу технічних експертів усередині Радіотехнічного інституту з розробки стільникового телефонного зв'язку . На початковому етапі як партнерів була залучена американська сімейна фірма Plexis, що належить Огі Фабела (Augie K. Fabela II). У 1992 році було створено акціонерне товариство «Вимпел-Комунікації», де Зімін став президентом та генеральним директором. Співзасновником «Вимпелкому» разом із Зіміним був Костянтин Кузовий, який залишався, до його вбивства в 1999 році, великим акціонером «Білайна». У тому ж році була запущена в дію і запрацювала пілотна станція мобільного зв'язку стандарту AMPS, що покривала Садове кільце та мала початкову ємність близько 200 абонентів. Незабаром оператор зв'язку почав надавати послуги мобільного зв'язку на масовому ринку, освоївши стандарти D-AMPS та GSM.
У травні 2001 року, коли абонентська база «Вимпелкому» перевищила мільйон абонентів, компанія вийшла на прибутковість, а до складу акціонерів увійшла група «Альфа», Дмитро Зімін залишив посаду генерального директора і став почесним президентом компанії.
З початку 2000-х років Дмитро Зімін займався благодійною діяльністю, у 2002 році заснував та очолив фонд «Династія», основними завданнями якого є підтримка та популяризація російської фундаментальної науки.
У 2008 році фондом «Династія» засновано премію у галузі науково-популярної літератури «Просвітитель».
У лютому 2015 року Зімін став першим нагородженим новою премією Міністерства освіти і науки Російської Федерації — «За вірність науці» (зірка-статуетка). При цьому міністр освіти Дмитро Ліванов «зауважив, що меценат упродовж багатьох років безкорисливо підтримує фундаментальну науку та освіту, сприяючи тим самим створенню ефективного робочого середовища для вчених» .
25 травня 2015 року, після того, як Міністерство юстиції Російської Федерації включило фонд «Династія» до реєстру некомерційних організацій (НКО), що виконують функції «іноземного агента», Дмитро Зімін заявив про намір припинити фінансування фонду та про можливе його закриття, а в червні 2015 року виїхав з Росії на невизначений час. Ряд відомих людей засудили позицію Мін'юсту щодо фонду, вважаючи її бюрократичною та несправедливою. Зокрема, ректор НДУ «Вища школа економіки» Ярослав Кузьмінов вважає, що ситуація, що склалася, може завдати шкоди репутації держави, а відомий російський журналіст Михайло Таратута написав з цього приводу:

«Багато помітних і не дуже помітних, а просто порядних людей уже висловили свою думку про це помилкове, несправедливе, підле рішення Мін'юсту, яке завдасть країні величезної шкоди»..

У 2016 році Зімін разом із сином Борисом заснували міжнародну некомерційну організацію «Zimin Foundation», яка підтримує освіту та науку в різних країнах світу.
Помер 22 грудня 2021 року у Швейцарії на 89-му році життя після тяжкої хвороби..

### Родина
- Батько — Борис Миколайович Зімін (1904—1935), інженер-механік і метролог, був репресований [3] [16] і загинув у таборі під Новосибірськом [17].
- Мати — Берта (Бетті) Борисівна Зіміна (уроджена Берта Берівна Докшицька, 1899—1994)[18][19], родом із Вільно[20], працювала друкаркою .
- Дружина — Майя Павлівна Зіміна (уроджена Шахматова, нар. 1936), вчений-археолог.
  - Син — Борис Дмитрович Зімін (нар. 1969), президент інвестиційної компанії BMT Management.
    - Шестеро онуків[21] .

## Громадська діяльність
З жовтня 2000 року Дмитро Зімін був членом Ради з конкурентоспроможності та підприємництва при Уряді Російської Федерації.
У листопаді 2000 року був обраний членом бюро правління Російського союзу промисловців і підприємців (РСПП), з червня 2001 року — член робочої групи РСПП для вироблення позиції РСПП щодо вступу Росії до СОТ та реформи митної політики.

## Громадянська позиція
Передав фонду «Династія» більшу частину своїх статків, Дмитро Зімін вважає, що «відхід із бізнесу у благодійність — стандартний шлях, звичайна людська поведінка»:
«Адже що робити з грошима? Дітям лишати? Цим можна їхнє життя погубити. Великі незароблені гроші можуть знести дах…»

Критично ставився до політичної ситуації в Росії. В одному з інтервʼю сказав:
«…я, мабуть, патріот у тому сенсі, що за жодну країну мені не буває так соромно, як за мою власну. Болісно, болісно соромно».

## Нагороди і премії
- 1993 — Державна премія Російської Федерації.
- 2001 — лауреат російської премії «Бізнес-Олімп» у номінації «Бізнес-репутація».
- 2008 — медаль «Символ науки» в номінації «Символ науки — підприємець» за 2007 рік — за конкретні символічні кроки, що наближають створення в суспільстві правового та морального середовища, в якій можлива доброчесна конкуренція людських талантів [23] [24].
- 2012 — Подяка Президента Російської Федерації — за активну благодійну та громадську діяльність[25].
- 2013 — медаль Ендрю Карнегі від Британського траста Карнегі[en] — за благодійну діяльність [26].
- 2013 р. — на його честь до 80-річчя Д. Б. Зіміна названо астероїд «315493 Зімін» (2008 AE 2) із родини Веста, відкритий 6 січня 2008 р. астрономами Тимуром Крячком та Станіславом Коротким [27].
- 2015 — спеціальна премія Міністерства освіти і науки Російської Федерації «За заступництво російській науці» [28].